# Tonga világörökségi helyszínei
Tonga területéről eddig egy helyszín sem került fel a világörökségi listára, két helyszín a javaslati listán várakozik felvételre. 
| Megnevezés                       | Kép | Típus      | Kritérium | Év   | Link |
| -------------------------------- | --- | ---------- | --------- | ---- | ---- |
| A Tongai Királyság ősi fővárosai |     | Kulturális | III, IV   | 2007 |      |
| Lapita kerámialelőhelyek         |     | Kulturális | III, IV   | 2007 |      |